# إقليم سيدي قاسم
إقليم سيدي قاسم هو أحد الأقاليم المغربية، ينتمي لجهة الرباط سلا القنيطرة ويقع شمال غرب البلاد. يقطن الإقليمَ 692.239 ساكنا حسب إحصائيات 2004. يقع إقليم سيدي قاسم بجهة الغرب اشراردة بني احسن على مساحة تقدر بحوالي 4.060 كلم مربع.

## الموقع الجغرافي
يبعد إقليم سيدي قاسم عن العاصمة الرباط بـ 126 كلم وعن مدينة فاس بـ 85 كلم. يحد الإقليم من الشمال إقليمي وزان والعرائش، ومن الجنوب إقليم مكناس، ومن الشرق إقليمي فاس وتاونات، ومن الغرب إقليم القنيطرة، والموقع تاريخيا كان يعرف بالبصرة المغربية وتاريخها معروف .
من أهم القبائل المتواجدة بالإقليم، قبيلة اشراردة بسيدي قاسم. قبيلة بني احسن بمشرع بلقصيري، وقبيلتي بني مالك وسفيان بأحد كورت.

## مقترح علمي
وهناك عدد من الدراسات الأكاديمية قدمت مقترحا علميا لإعادة أحياء أسم البصرة في المغرب من خلال أطلاق الأسم على هذا الإقليم الإداري «الحالي» الذي تضمه أثار مدينة البصرة التاريخية، وفاءا للتاريخ المغربي.

## السكان
حسب الإحصاء العام للسكان والسكنى لسنة 1994 بلغ عدد سكان الإقليم 645.873 نسمة، تنقسم كما يلي: الحضريون: 175.360 نسمة والقرويون: 470.513 نسمة. وبلغ مجموع الأسر 103.605 نسمة؛ منها 32.929 أسرة بالوسط الحضري و70.676 أسرة بالعالم القروي. والكثافة السكانية 159.08 نسمة في الكلم مربع. وفي الإحصاء الرسمي لسنة 2004 بلغ عدد سكان الإقليم 692,239 نسمة وأنه يفوق 700,000 نسمة حاليا. أما سكان مدينة سيدي قاسم فيبلغ عدد سكانها 90,000 نسمة.

## التقسيم الإداري
ضم إقليم سيدي قاسم حتى سنة 2009 (قبل انشقاق إقليم وزان) 6 جماعات حضرية و 33 قروية:

### الحواضر
- دار الڭداري
- أحد كورت
- جرف الملحة
- بلقصيري
- سيدي قاسم

### التجمعات القروية
| - عين الدفالي - الحوافات - باب تيوكا - بير الطالب - بني وال - اشبانات - ارميلات - الخنيشات - لمرابيح - دار العسلوجي | - مولاي عبد القادر - انويرات - أولاد نوال - صفصاف (قرية) - سلفات - سيدي أحمد بنعيسى - سيدي الكامل | - سيدي اعمر الحاضي - سيدي عزوز - سيدي امحمد الشلح - توغيلت - ثكنة (قرية) - زكوطة - زيرارة 1. 2. 3. 4. 5. |